# 대한민국 형법 제365조
대한민국 형법 제365조는 친족간의 범행에 대한 형법각칙의 조문이다.

## 조문
제365조(친족간의 범행) ① 전 3조의 죄를 범한 자와 피해자간에 제328조제1항, 제2항의 신분관계가 있는 때에는 동조의 규정을 준용한다.

② 전3조의 죄를 범한 자와 본범간에 제328조제1항의 신분관계가 있는 때에는 그 형을 감경 또는 면제한다. 단, 신분관계가 없는 공범에 대하여는 예외로 한다.

第365條(親族間의 犯行) ① 前3條의 罪를 犯한 者와 被害者間에 第328條第1項, 第2項의 身分關係가 있는 때에는 同條의 規定을 準用한다.
②前3條의 罪를 犯한 者와 本犯間에 第328條第1項의 身分關係가 있는 때에는 그 刑을 減輕 또는 免除한다. 但, 身分關係가 없는 共犯에 對하여는 例外로 한다.

## 사례
- 가정주부 갑은 아들 을이 훔쳐온 고가의 스마트폰을 장물인 점을 알고도 자신의 서랍에 잘 숨겨주었다. 이 경우 갑은 을의 직계혈족으로 장물죄에 대한 친족상도례의 규정에 의해 형이 필요적으로 감면된다.

## 같이 보기
- 친족상도례